# Група багатовікових дубів (Чернігів, Центральний парк культури та відпочинку)
Гру́па багатовікови́х дубі́в — ботанічна пам'ятка природи місцевого значення в Україні. Розташована в місті Чернігів, на вулиці Т. Шевченка (в Центральному парку культури і відпочинку).
Площа 0,07 га. Статус дано згідно з рішенням Чернігівського облвиконкому від 10.06.1972 року № 303; від 27.12.1984 року № 454; від 28.08.1989 року № 164; рішення Чернігівської обласної ради від 11.04.2000 року. Перебуває у віданні: Чернігівське РБД «Зеленбуд».
Статус дано для збереження кількох екземплярів вікових дубів.
Пам'ятка природи «Група багатовікових дубів» розташована в межах парку-пам'ятки садово-паркового мистецтва «Міський сад» (Центральний парк культури і відпочинку).

## Галерея

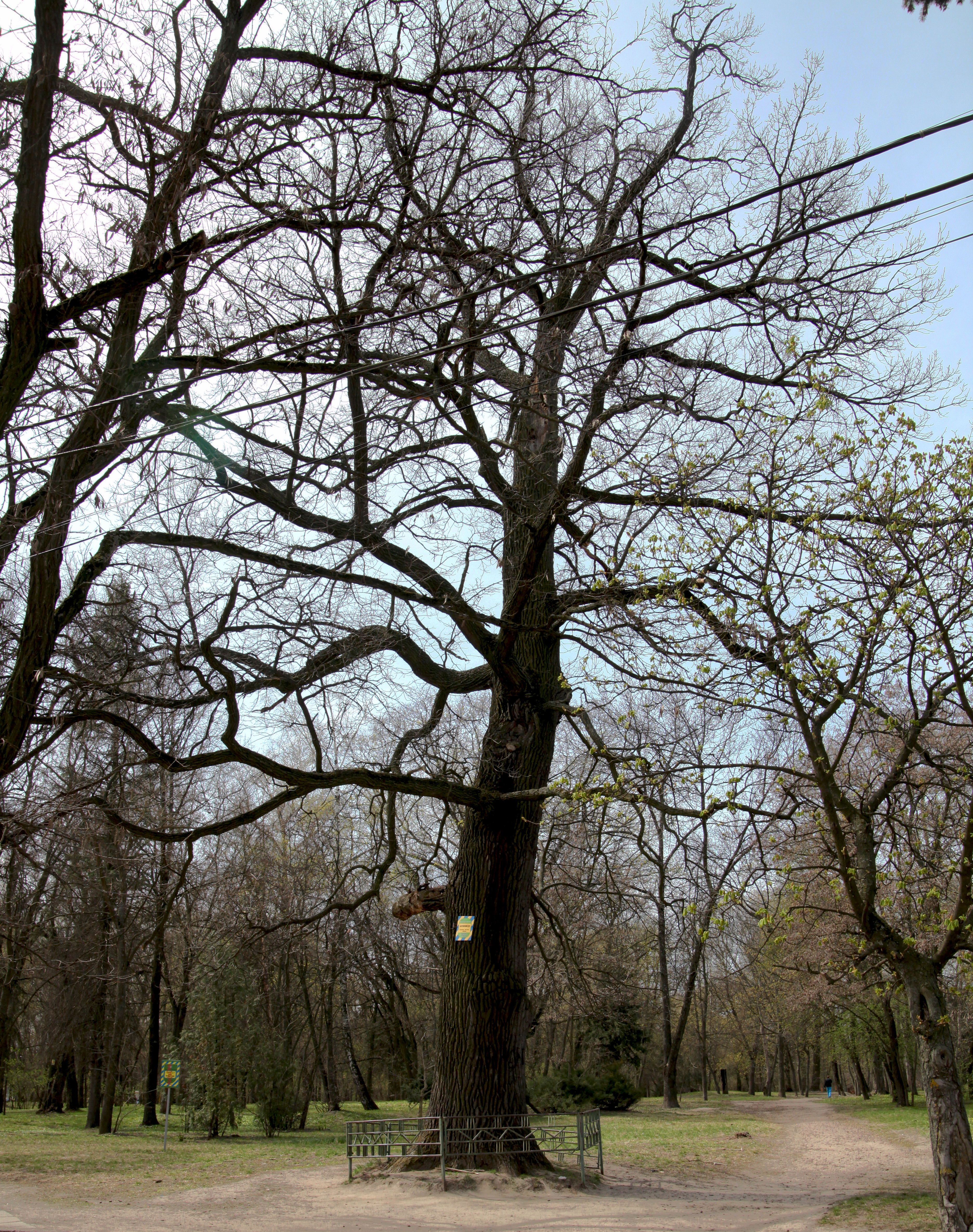
Група багатовікових дубів, квітень 2015 р.
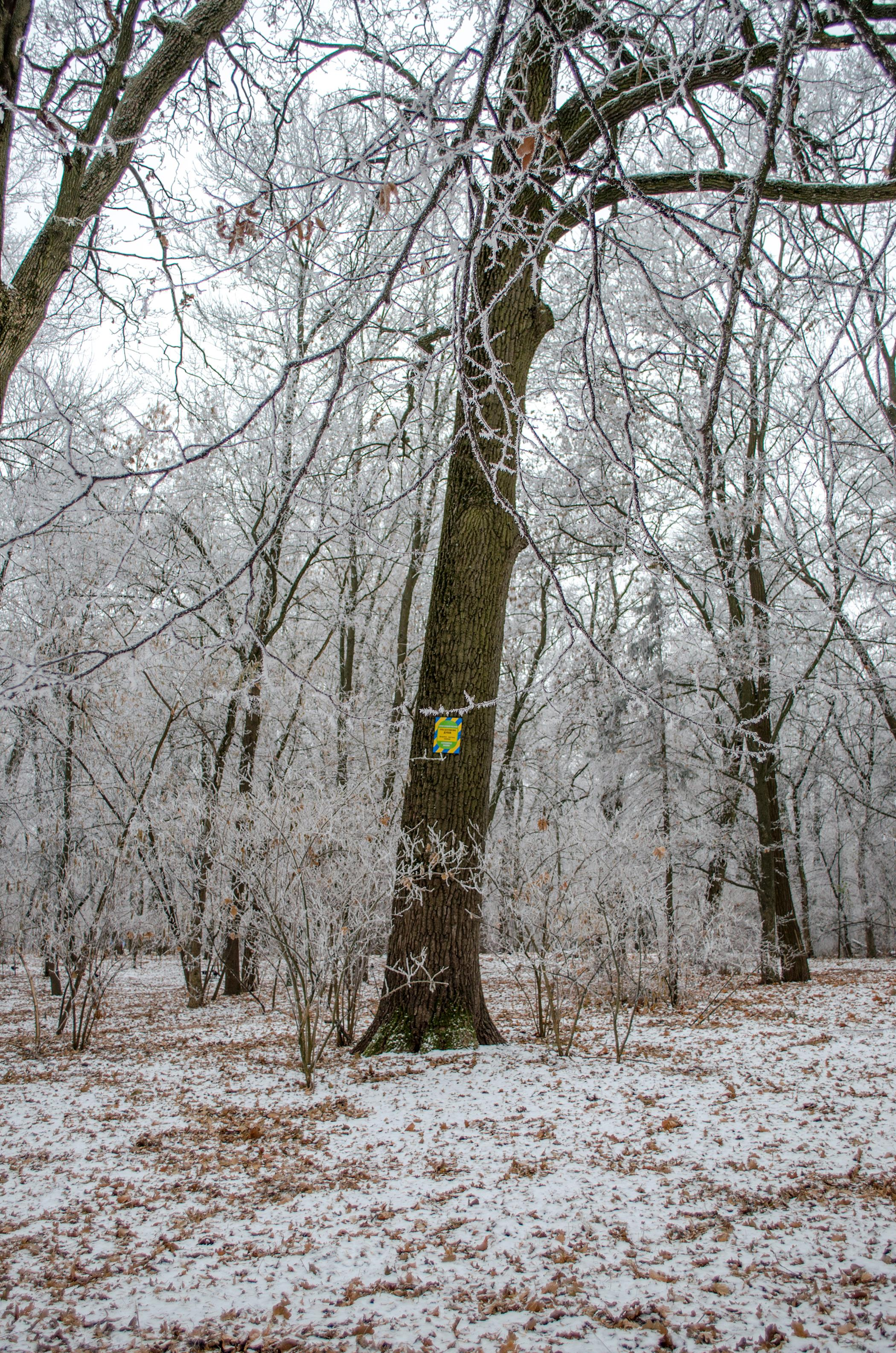
Засніжені дуби
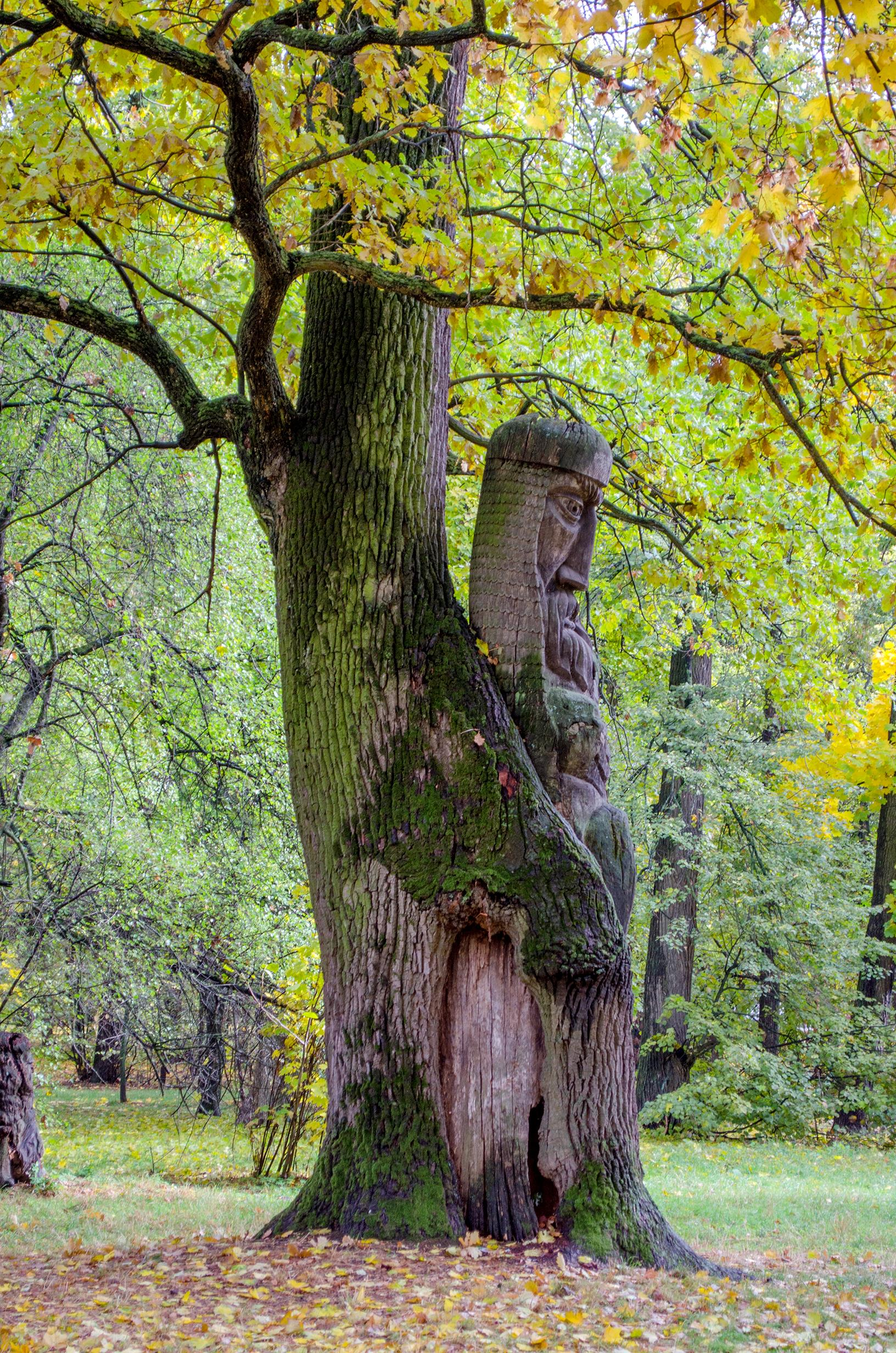
Одне з дерев групи багатовікових дубів, м. Чернігів, Центральний парк